# فيليتسيا ساندرز
فيليتسيا ساندرز (بالإنجليزية: Felicia Sanders)‏ هي مغنية أمريكية، ولدت في 1922، وتوفيت في 1975 بسبب سرطان.

## وصلات خارجية
- فيليتسيا ساندرز على موقع ميوزك برينز (الإنجليزية)
- فيليتسيا ساندرز على موقع ميوزك برينز (الإنجليزية)
- فيليتسيا ساندرز على موقع ديسكوغز (الإنجليزية)